# Lederseeigel
Die Lederseeigel (Echinothuriidae), wegen giftiger, brennender Stacheln oft auch Feuerseeigel genannt, sind eine Familie der Seeigel (Echinoidea), die in tropischen Meeren auf Geröll- oder Sandböden und auf totem Riffgestein bis in Tiefen von 285 Metern vorkommen.

## Merkmale
Lederseeigel haben ein Gehäuse, dessen Kalkplatten nur locker miteinander verbunden sind, das deshalb flexibel ist und es den Tieren ermöglicht, sich in engen Spalten zu verstecken. Sie haben oft eine auffallende rot/weiße Färbung. Ihre Stacheln sind kurz, von einer dünnen Haut überzogen und unterhalb der Spitze kugelförmig aufgebläht. Diese von Muskeln umgebenen Kugeln enthalten ein Gift, dessen Zusammensetzung bisher nicht bekannt ist. Schon leichter Druck auf die Stacheln führt dazu, dass die Haut zerreißt und das Gift injiziert wird. Taucher, die von Feuerseeigeln gestochen werden, verspüren einen starken Schmerz, der jedoch nach 15 bis 20 Minuten schlagartig nachlässt. Die Einstichstellen sind kaum sichtbar. Stiche von Feuerseeigeln können Übelkeit, einen Schock oder Psychose auslösen.
Die längeren Stacheln rund um die Unterseite der Seeigel sind nicht giftig.

## Lebensweise
Lederseeigel sind überwiegend nachtaktiv und ernähren sich von Algen und von sessilen wirbellosen Tieren. Den Tag verbringen sie in Felsspalten oder unter überhängenden Korallenstöcken versteckt. Lederseeigel dienen oft als Wirte für kleinere Tiere, z. B. Partnergarnelen. Die kleineren Tiere werden von den Stacheln geschützt. Ob die Seeigel einen Nutzen davon haben, ist unbekannt.

## Gattungen und Arten
Die Gattungen und Arten der Familie Echinothuriidae
Stand 10. Mai 2021
Unterfamilie Echinothuriinae Thomson, 1872
- Gattung Araeosoma Mortensen, 1903
  - Araeosoma alternatum Mortensen, 1934
  - Araeosoma anatirostrum Anderson, 2013
  - Araeosoma bakeri Anderson, 2013
  - Araeosoma belli Mortensen, 1903
  - Araeosoma bidentatum Anderson, 2013
  - Araeosoma brunnichi Ravn, 1928 †
  - Araeosoma coriaceum (A. Agassiz, 1879)
  - Araeosoma eurypatum A. Agassiz & H.L. Clark, 1909
  - Araeosoma fenestratum (Thomson, 1872)
  - Araeosoma leppienae Anderson, 2013
  - Araeosoma leptaleum A. Agassiz & H.L. Clark, 1909
  - Araeosoma migratum Anderson, 2013
  - Araeosoma mortenseni Ravn, 1928 †
  - Araeosoma owstoni Mortensen, 1904
  - Araeosoma parviungulatum Mortensen, 1934
  - Araeosoma paucispinum H.L. Clark, 1925
  - Araeosoma splendens Mortensen, 1934
  - Araeosoma tertii Anderson, 2013
  - Araeosoma tessellatum (A. Agassiz, 1879)
  - Araeosoma thetidis (H.L. Clark, 1909)
  - Araeosoma violaceum Mortensen, 1903
- Gattung Asthenosoma Grube, 1868
  - Asthenosoma dilatatum Mortensen, 1934
  - Asthenosoma ijimai Yoshiwara, 1897
  - Asthenosoma intermedium H. L. Clark, 1938
  - Rotmeer-Feuerseeigel (Asthenosoma marisrubri) Weinberg & de Ridder, 1998
  - Asthenosoma periculosum Endean, 1964
  - Asthenosoma varium Grube, 1868
  - †Asthenosoma striatissimum Ravn, 1928
- Gattung Calveriosoma Mortensen, 1934
  - Calveriosoma hystrix (Thomson, 1872)
  - Calveriosoma gracile (A. Agassiz, 1881)
- Gattung Hapalosoma Mortensen, 1903
  - Hapalosoma amynina Anderson, 2013
  - Hapalosoma gemmiferum Mortensen, 1934
  - Hapalosoma pellucidum (A. Agassiz, 1879)
  - Hapalosoma pulchrum Rowe, 1989
- Gattung †Echinothuria Woodward, 1863
  - †Echinothuria floris Woodward, 1863

Unterfamilie Hygrosomatinae Smith & Wright, 1990
- Gattung Hygrosoma Mortensen, 1903
  - Hygrosoma hoplacantha (Wyville Thomson, 1877)
  - Hygrosoma luculentum (A. Agassiz, 1879)
  - Hygrosoma petersii (A. Agassiz, 1880)

Unterfamilie Sperosomatinae Smith & Wright, 1990
- Gattung Sperosoma Koehler, 1897
  - Sperosoma antillense Mortensen, 1934
  - Sperosoma armatum Koehler, 1927
  - Sperosoma biseriatum Doederlein, 1901
  - Sperosoma crassispinum Mortensen, 1934
  - Sperosoma durum Doderlein, 1905
  - Sperosoma giganteum A. Agassiz & H. L. Clark, 1907
  - Sperosoma grimaldii Koehler, 1897
  - Sperosoma nudum Shigei, 1977
  - Sperosoma obscurum Agassiz &  H. L. Clark, 1907
  - Sperosoma quincunciale de Meijere, 1904
  - Sperosoma tristichum Mortensen, 1934
- Gattung Tromikosoma Mortensen, 1903
  - Tromikosoma australe (Koehler, 1922)
  - Tromikosoma hispidum (A. Agassiz, 1898)
  - Tromikosoma koehleri Mortensen, 1903
  - Tromikosoma panamense (A. Agassiz, 1898)
  - Tromikosoma rugosum Anderson, 2016
  - Tromikosoma tenue (A. Agassiz, 1879)
  - Tromikosoma uranus (Thomson, 1877)

Fossile Gattung (nicht einer Unterfamilie zuzuordnen):
- Gattung †Retzneiosoma Kroh, 2005
  - †Retzneiosoma jaseneki Kroh, 2005